# Metropolia Pescara-Penne
Metropolia Pescara-Penne – jedna z 40 metropolii Kościoła Rzymskokatolickiego we Włoszech. Została erygowana 2 marca 1982 roku.

## Diecezje
- Archidiecezja Pescara-Penne
  - Diecezja Teramo-Atri